# 1498
- Wikisource

| Calendário gregoriano                                                        | 1498 MCDXCVIII                                       |
| Ab urbe condita                                                              | 2251                                                 |
| Calendário arménio                                                           | 947 – 948                                            |
| Calendário bahá'í                                                            | -346 – -345                                          |
| Calendário budista                                                           | 2042                                                 |
| Calendário chinês                                                            | 4194 – 4195 Início a 23 de janeiro (aproximadamente) |
| Calendário copta                                                             | 1214 – 1215                                          |
| Calendário etíope                                                            | 1490 – 1491                                          |
| Calendários hindus - Vikram Samvat - Calendário nacional indiano - Cáli Iuga | 1553 – 1554 1419 – 1420 4598 – 4599                  |
| Calendário Holoceno                                                          | 11498                                                |
| Calendário islâmico                                                          | 903 – 904                                            |
| Calendário judaico                                                           | 5258 – 5259                                          |
| Calendário persa                                                             | 876 – 877                                            |
| Calendário rúnico                                                            | 1748                                                 |
| Calendário solar tailandês                                                   | 2041                                                 |

1498 (MCDXCVIII, na numeração romana) foi um ano comum do século XV do Calendário Juliano, da Era de Cristo, e a sua letra dominical foi G (52 semanas), teve início numa segunda-feira e terminou também numa segunda-feira.
| Ano completo                         |
| ------------------------------------ |
| Ano comum com início à segunda-feira |

## Eventos
- 26 de Fevereiro - Data da colocação da primeira pedra na Universidade de Alcalá de Henares em Madrid, fundada pelo Cardeal Cisneros.
- 2 de Março - Chegada de Vasco da Gama à Ilha de Moçambique.
- 28 de Março - D. Manuel I de Portugal parte para Castela a fim de ser jurado herdeiro daquela coroa. A regência é entregue ao Duque de Bragança.
- 13 de Abril - Chegada de Vasco da Gama a Melinde.
- Segundo algumas versões, ano em que Duarte Pacheco Pereira teria chegado ao Brasil, antecedendo em 2 anos a chegada de Pedro Álvares Cabral.
- 20 de Maio - O navegador português Vasco da Gama desembarca na Índia, Calecute, na costa do Malabar, tornando-se no primeiro Europeu a consegui-lo através de uma rota marítima em torno de África.
- 25 de Maio - É enforcado em Florença o monge dominicano Jerónimo Savanarola, considerado precursor da reforma religiosa.
- 31 de Julho - Cristóvão Colombo descobre a ilha de Trinidade na sua terceira viagem às Américas.
- Ano de criação da Escova de dentes.
- 1 de Agosto - Cristóvão Colombo avista a primeira terra firme do Continente Sul Americano, que em seguida se chamará Venezuela.
- 5 de Agosto - Colombo pisa pela primeira vez em terra do Continente Sul Americano na Enseada de Yacua, situada na costa sul da Península de Paria, na actual Venezuela
- 14 de Agosto - Cristóvão Colombo descobre a Ilha Margarita, no litoral venezuelano. Esta ilha é conhecida pelas suas pescarias de pérolas.
- 15 de Agosto - Data da fundação da Santa Casa da Misericórdia de Lisboa, na Capela de Nossa Senhora da Terra Solta, nos claustros da Sé Patriarcal de Lisboa.
- 21 de Agosto - Alargamento das autorizações de exportação do açúcar da ilha da Madeira para Castela.
- Horta (Açores) é elevada a categoria de Vila pelo Rei D. Manuel I.
- Alvará de permissão aos estrangeiros para fixar residência na ilha da Madeira.
- Pedido do pagamento da importância de duas mil arrobas de açucar à Rainha, emprestada ao rei D. Afonso V, para ser aplicada na igreja do Funchal.
- Visita de Cristovão Colombo à Madeira na sua terceira viagem à América.
- Duarte Pacheco Pereira explorou o Atlântico Sul (e terá alcançado a foz do rio Amazonas e a ilha do Marajó no que terá sido uma expedição secreta.)

## Mortes
- 23 de Maio - Girolamo Savonarola, reformador e fanático religioso é queimado na fogueira.